# Ice Cold in Alex
Ice Cold in Alex is een Britse oorlogsfilm uit 1958 onder regie van J. Lee Thompson. Destijds werd de film in Nederland uitgebracht onder de titel Bestemming Alexandrië.

## Verhaal
Een Britse ambulanceofficier, twee verpleegsters en een Duitse soldaat raken tijdens de Tweede Wereldoorlog in de woestijn van Noord-Afrika gescheiden van de rest van hun legereenheid. Ze trachten veilig Alexandrië te bereiken.

## Rolverdeling
| Acteur              | Personage             |
| ------------------- | --------------------- |
| John Mills          | Kapitein Anson        |
| Sylvia Syms         | Zuster Diana Murdoch  |
| Anthony Quayle      | Kapitein Van der Poel |
| Harry Andrews       | Sergeant-majoor Pugh  |
| Diane Clare         | Zuster Denise Norton  |
| Richard Leech       | Kapitein Crosbie      |
| Liam Redmond        | Brigadegeneraal       |
| Allan Cuthbertson   | Stafofficier          |
| David Lodge         | Kapitein              |
| Michael Nightingale | Kapitein              |
| Basil Hoskins       | Luitenant             |
| Walter Gotell       | Duitse officier       |
| Frederick Jaeger    | Duitse officier       |
| Richard Marner      | Duitse bewaker        |
| Peter Arne          | Britse officier       |